# Сильвос, Паскаль
Паска́ль Сильво́с (фр. Pascal Sylvoz; 31 июля 1965, Париж) — французский гребец-каноист, выступал за сборную Франции в конце 1980-х — середине 1990-х годов. Участник трёх летних Олимпийских игр, серебряный и бронзовый призёр чемпионатов мира, победитель многих регат национального и международного значения. Также известен как гребец-марафонец.

## Биография
Паскаль Сильвос родился 31 июля 1965 года в Париже. Активно заниматься греблей начал в раннем детстве, проходил подготовку в столичном каноэ-клубе Decize 58.
Первого серьёзного успеха на взрослом международном уровне добился в 1988 году, когда попал в основной состав французской национальной сборной и благодаря череде удачных выступлений удостоился права защищать честь страны на летних Олимпийских играх 1988 года в Сеуле. В зачёте двухместных каноэ на дистанции 1000 метров совместно с Дидье Уайе дошёл до финала и занял в решающем заезде восьмое место.
В 1989 году Сильвос побывал на чемпионате мира в болгарском Пловдиве, откуда привёз награду бронзового достоинства, выигранную в каноэ-четвёрках на полукилометровой дистанции — в финале его обошли только экипажи из СССР и Венгрии. Два года спустя выступил на домашнем мировом первенстве в Париже, где в той же полукилометровой дисциплине четвёрок получил бронзу, снова проиграв экипажу из Советского Союза. Будучи одним из лидеров гребной команды Франции, благополучно прошёл квалификацию на Олимпийские игры 1992 года в Барселоне — в одиночках финишировал седьмым на пятистах метрах и пятым на тысяче метрах.
После барселонской Олимпиады Сильвос остался в основном составе французской национальной сборной и продолжил принимать участие в крупнейших международных регатах. Так, в 1996 году он отправился представлять страну на Олимпийских играх 1996 года в Сеуле — в километровом зачёте одиночных каноэ вновь показал пятый результат, немного не дотянув до призовых позиций. Вскоре по окончании этих соревнований принял решение завершить карьеру профессионального спортсмена, уступив место в сборной молодым французским гребцам.
Помимо выступлений на соревнованиях по спринтерской гребле, Паскаль Сильвос также регулярно участвовал в чемпионатах мира по марафонской гребле. В частности, в 2001 году в каноэ-двойках он стал бронзовым призёром марафонского мирового первенства в британском Стоктон-он-Тисе.